# Parc Chambovet
Le parc Chambovet est un parc lyonnais de 5,2 ha situé dans le quartier Montchat du 3e arrondissement de Lyon.
Il est bordé au nord-est par la rue Chambovet qui lui donne son nom. Situé sur les hauteurs de Montchat, il offre une vue sur la ville avec la basilique Notre-Dame de Fourvière et les monts du Lyonnais. Cette étendue comprend un parc municipal de quatre hectares et des jardins ouvriers. Dans le cadre de la charte de l’écologie urbaine du Grand Lyon, selon une liste actualisée en 1998, il est répertorié parmi les sites appartenant au patrimoine écologique de la métropole de Lyon.

## Histoire
Initialement dans la campagne de Lyon, le parc est une partie du domaine de Montchat. En 1858 le domaine est en grande partie vendu sous forme de parcelles par Jean Louis François Richard-Vitton. La rue, qui lui donne son nom, porte celui de la famille maternelle de Richard-Vitton.
En 1940, cet espace vert est le jardin d’une maison bourgeoise située au 4, rue Chambovet. Il s’agit de la propriété de l’écrivain René Tavernier. Ce résistant crée le journal clandestin Confluences sous l’occupation allemande. À ce titre, il reçoit dans cet endroit à issues multiples de nombreux intellectuels. Du 31 décembre 1941 au 1er juillet 1943, Louis Aragon et Elsa Triolet y sont hébergés sous les noms de Lucien et Élisabeth Andrieux. Ils forment notamment un mouvement de résistance en zone sud : le Comité des écrivains. Le réalisateur Bertrand Tavernier, fils de René, en évoquant Aragon rapporte : « c’est là qu’il a écrit Il n'y a pas d'amour heureux, qu’il a dédicacé à ma mère. L’original est en notre possession. Après la guerre, il a refait un original, parce que, selon ma mère, le fait qu’il lui eut dédicacé le poème avait provoqué une scène de ménage entre Elsa Triolet et lui… Est-ce une légende ou la vérité ? ». À sa demande une plaque commémorative relatant ces faits, dévoilée par Michel Noir maire de Lyon, est apposée en avril 1993 à l’adresse de la demeure alors démolie par les Hospices civils de Lyon (HCL),.
En 1950, la commune acquiert le terrain, projette d’y construire un lycée mais en fait un parc municipal. En 1960, les Hospices civils de Lyon l’achètent pour y construire un hôpital, mais abandonnent le projet pour l’évoquer de nouveau au début des années 1990. L’association Parc Chambovet, créée en janvier 1993, rencontre l’assentiment de la mairie qui classe en 1994 le site en zone verte inconstructible. En 1998, la commune signe un bail avec les HCL qui lui revendent ce parc en 2012.

## Jardins ouvriers
Les soixante-cinq jardins ouvriers de 16 348 m2 environ se répartissent de façon inégale de part et d'autre de la rue Jules-Massenet qui les séparent au nord-ouest. Ils sont présents depuis 1926. Initialement ils ont pour objet de compléter les ressources de leurs bénéficiaires et de leurs familles à l'exclusion de tout usage commercial. Avec les années 2000 les « Jardins familiaux sont perçus comme un lieu de production potagère, mais deviennent également des lieux de loisirs, d'éducation, de rencontres et d'échanges » sous l'égide des Espaces verts de Lyon,,.

## Particularités
La superficie totale de 5,2 ha se partage entre la verdure et des jardins ouvriers qui représentent un peu moins du tiers de cette surface.
La caractéristique essentielle de ce parc en milieu urbain est son aspect champêtre qui associe prairie et partie boisée. Il fait partie, pour sa part comme parc urbain et periurbain, des sept sites écologiques intra-muros.
À la suite de l'interdiction de promenade dans ce parc pour les chiens, en 1988 un retraité lyonnais entame une grève de la faim. En 2021, il est maintenant possible d'y conduire son chien, tenu en laisse.

## Manifestations
Depuis 1997, Les Courses pédestres réunissent un dimanche matin au début du printemps environ deux-cents personnes des plus jeunes aux adultes. Par ailleurs, Un Dimanche à la campagne est une fête familiale qui a lieu le troisième week-end de septembre. Pendant un après-midi, pique-nique et attractions pour les enfants sont à l’honneur. Plus de mille personnes sont accueillies .
L'association Montchat en fête organise le festival de poésie Yggdrasil pour mettre en valeur le parc Chambovet.